# Return to Ommadawn
Return to Ommadawn è il ventinovesimo album in studio del musicista britannico Mike Oldfield, pubblicato il 20 gennaio 2017 dalla Virgin EMI.
È disponibile nei formati CD, CD/DVD, LP e digitale. La versione CD/DVD contiene la versione mixata in 5.1 dell'intero album.

## Descrizione
Il 16 ottobre 2015 Oldfield ha rivelato su Twitter di essere al lavoro su «idee per A New Ommadawn nelle ultime settimane più o meno per vedere se [...] l'idea funziona davvero».
L'8 maggio 2016 Oldfield posta nel suo gruppo su Facebook che il nuovo progetto Ommadawn, con il titolo provvisorio Return to Ommadawn è finito e che sta aspettando una data di distribuzione dalla casa discografica. Il 7 dicembre dello stesso anno Oldfield rivela tramite un post su Facebook che la data di uscita sarà il 20 gennaio 2017, includendo un'anteprima di 30 secondi. Fu trasmessa, in seguito, una versione radio esclusiva di circa 3 minuti alla BBC Radio 2.
Return to Ommadawn è il primo album da Incantations (1978) che ha la suddivisione delle tracce in "parti" (una per lato del vinile), intitolate semplicemente Parte I e Parte II.

## Tracce
Musiche di Mike Oldfield.
1. Return to Ommadawn Pt. I – 21:10
2. Return to Ommadawn Pt. II – 20:57

## Formazione
Di seguito tutti gli strumenti suonati da Oldfield come riportato nel libretto allegato all'album.
Strumenti a corda
- Chitarra acustica steel
- Chitarra flamenca
- Basso elettrico
- Basso acustico
- Chitarra elettrica
  - Gibson SG Standard P90
  - Fender Telecaster
  - Fender Stratocaster
  - PRS Signature
- Mandolino
- Banjo
- Ukulele
- Arpa celtica

Tastiere
- Organo Vox Continental
- Organo Hammond
- Organo Farfisa
- Mellotron
- Solina
- Clavioline
- Pianoforte

Percussioni
- Bodhrán
- Tamburi africani
- Glockenspiel

Altro
- Penny whistle in B♭, C, D, E♭, F e G
- Effetti vocali campionati dall'originale Ommadawn

Amplificatori
- Mesa Boogie
- Fender Twin Reverb